# Escolhas
Escolhas é um álbum ao vivo da dupla sertaneja brasileira Zé Neto & Cristiano, lançado em outubro de 2023 pela gravadora Som Livre.

## Antecedentes
Zé Neto & Cristiano vivenciaram diferentes desafios na carreira durante a pandemia de COVID-19 no Brasil. O último trabalho do grupo antes da emergência de saúde foi Por Mais Beijos ao Vivo, que saiu exatamente no período de início da pandemia e, por isso, não teve turnê. O resultado foi um prejuízo financeiro vivido pela dupla e a tentativa de fazer registros mais modestos, como Chaaama (2021). Em 2022, a dupla voltaria as gravações ao vivo com público, o que não deu certo novamente por conta de restrições pandêmicas.
Fora as questões artísticas, a dupla também se viu envolta em polêmicas, especialmente Zé Neto por conta de comentários que foram considerados homofóbicos, bem como críticas públicas feitas pelo artista sobre Anitta. O cantor também passou por problemas de saúde ao longo de 2022, como depressão e consequências de um vício em cigarro eletrônico.

## Gravação
A dupla promoveu uma coletiva de imprensa para discutir a gravação de Escolhas um dia antes do show, que se deu na casa de shows Vibra SP em 28 de janeiro de 2023. Na ocasião, sobre o título do projeto, Zé Neto disse:

Porque chegou aquele momento assim, que ou é isso aqui ou vamos largar mão. E é isso aqui que a gente quer mesmo. Porque tudo o que a gente podia ganhar, a gente já ganhou. Tudo que a gente podia alcançar, a gente alcançou. Então esse DVD é um: 'E aí? Vamos continuar? Vamos dar um tempo? Vamos tirar o pé?
O repertório do álbum foi predominantemente inédito, com a inclusão de algumas regravações de Chaaama (2021) e Tarja Preta (2022). Como registros anteriores, a dupla evitou trazer múltiplas participações especiais de outros artistas, com a exceção de Renato Teixeira, que cantou em "Trem da Vida". No entanto, a participação não foi lançada.

## Lançamento
Parte das canções de Escolhas começaram a ser liberadas ao longo do ano de 2023. Com isso, "Oi Balde" e "Pátio do Posto" se tornaram algumas das músicas mais tocadas nas rádios brasileiras do ano.
A edição completa do álbum saiu em 6 de outubro de 2023, com 19 faixas.

## Faixas
| N.º            | Título                         | Compositor(es)                                                                                          | Duração |  |
| 1.             | "Alô Tranqueira"               | Bruno César Ricardo Vismarck Rodrigo Reys Ronael                                                        | 2:50    |  |
| 2.             | "Oi Balde"                     | B. César Elan Rubio Greg Neto                                                                           | 2:39    |  |
| 3.             | "Um Mês e Pouco"               | Daniel Cândido Diego Yure G. Neto João Victor JV                                                        | 2:51    |  |
| 4.             | "Pátio do Posto"               | Clebinho                                                                                                | 2:58    |  |
| 5.             | "Ensaio de Felicidade"         | Alex Alves Clebinho Django Marcia Araujo                                                                | 2:26    |  |
| 6.             | "Barulho do Foguete"           | Fausto Carvalho Henrique Moura Henrique Tranquero Tunico da Vila                                        | 2:13    |  |
| 7.             | "Alimentando Vontade"          | Christyan Ribeiro Edson Garcia Felipe Marins Flavinho do Kadet Lucas Souza                              | 2:05    |  |
| 8.             | "Caixa de Madeira"             | Philipe Pancadinha Renato Souza Thales Lessa                                                            | 2:45    |  |
| 9.             | "Ressaca de Ontem"             | A. Alves Clebinho Leandro Rojas                                                                         | 2:30    |  |
| 10.            | "Vamo Tomar Uma"               | Douglas Cezar                                                                                           | 2:23    |  |
| 11.            | "Me Devolve Pros Rolê"         | B. César E. Rubio R. Reys                                                                               | 2:12    |  |
| 12.            | "Me Bloqueia"                  | Jota Reis Kinho Chefão R. Reys                                                                          | 2:37    |  |
| 13.            | "Ela e Ela"                    | C. Ribeiro Douglas Mello Flavinho Tinto Nando Marx T. Lessa                                             | 2:51    |  |
| 14.            | "Transou Errado"               | Arthur Daniel Miguel Queiroz Murilo Dotoli Nilo Santos Rafael Guimarães Rafinha Mattos Thomaz Rodrigues | 3:00    |  |
| 15.            | "Uai"                          | D. Cezar                                                                                                | 2:49    |  |
| 16.            | "Você Beberia Ou Não Beberia?" | Hiago Nobre Jujuba K. Chefão R. Reys                                                                    | 3:17    |  |
| 17.            | "Se Eu Chorar"                 | Jujuba K. Chefão Matheus Costa R. Reys                                                                  | 2:40    |  |
| 18.            | "Filha"                        | Luan Rafael Theo Andrade                                                                                | 3:27    |  |
| 19.            | "Escolhas"                     | B. César D. Cândido G. Neto Klebin                                                                      | 2:44    |  |
| Duração total: | Duração total:                 | Duração total:                                                                                          | 51:27   |  |